# Gino Maggioni
Luigi Maggioni, detto Gino (San Giorgio su Legnano, 5 maggio 1898 – Diano Marina, 14 dicembre 1955), è stato un architetto italiano, noto per aver dato un contributo importante allo sviluppo del settore dell'architettura degli interni e dell'arredamento.

## Biografia

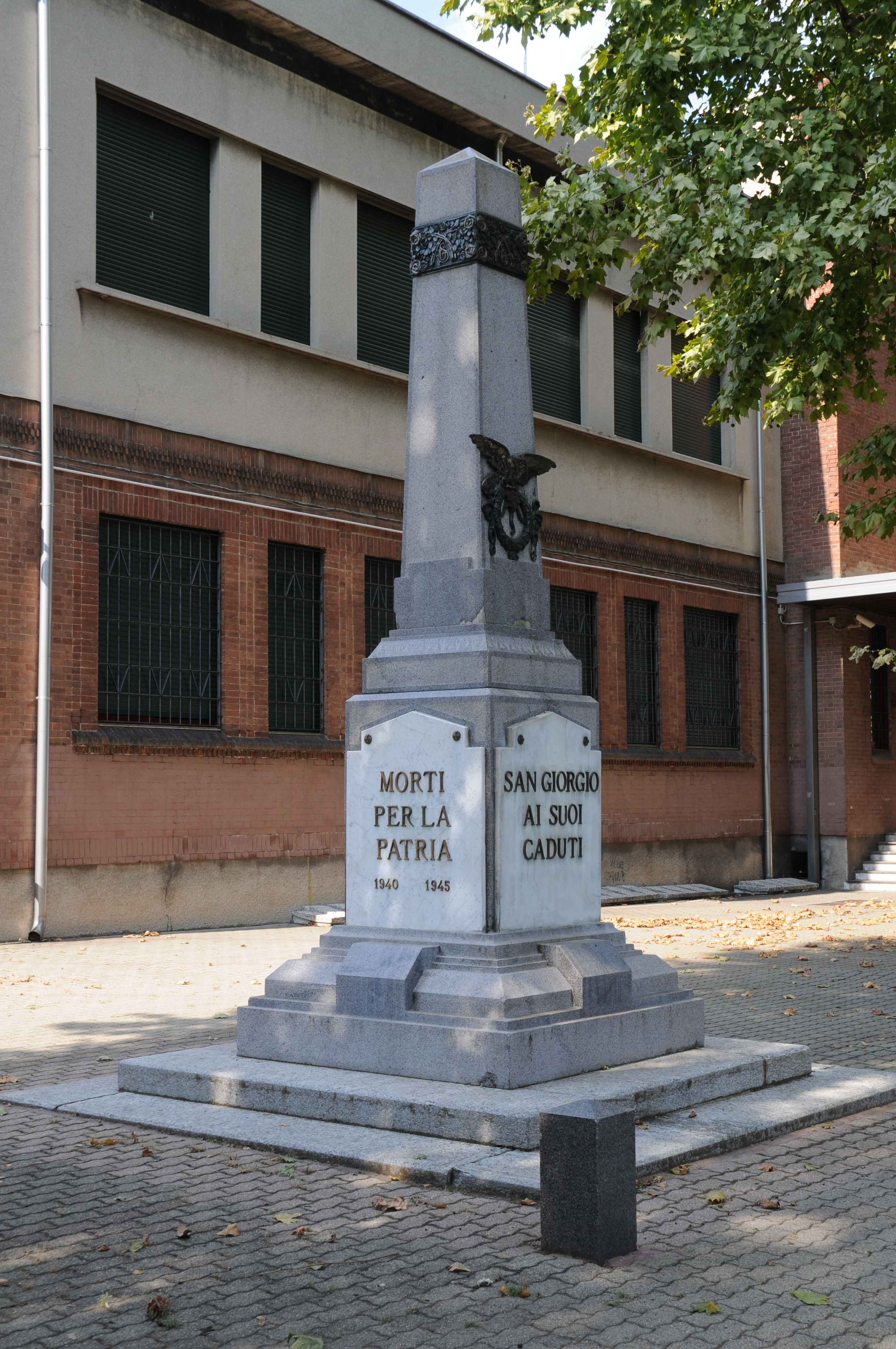
In primo piano il Monumento ai Caduti e, sullo sfondo, il municipio di San Giorgio su Legnano

### I primi anni
Iniziò gli studi accademici nel 1915 iscrivendosi al corso di laurea in architettura presso l'Accademia di belle arti di Brera: all'inizio del XX secolo, la facoltà universitaria di architettura al Politecnico di Milano non era infatti ancora stata attivata. 
Nel 1916 partì per il fronte italiano della prima guerra mondiale arruolato come genio radiotelegrafista. 
A conflitto terminato, nell'estate del 1920, riuscì a completare il percorso accademico. Terminati gli studi, trovò per un breve periodo un'occupazione presso il Museo storico dell'Arma del genio di Roma.

### Le prime opere

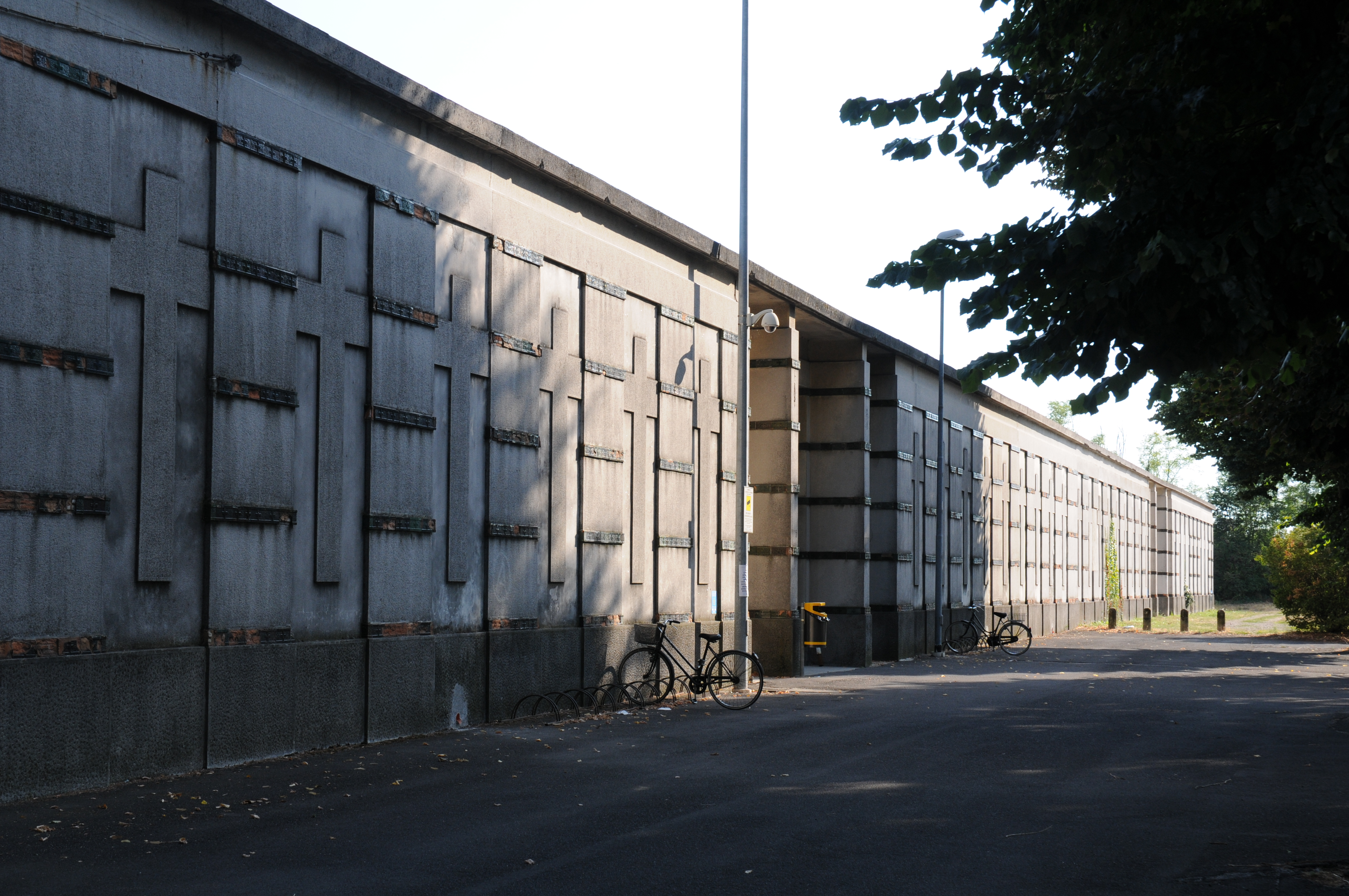
Il cimitero di San Giorgio su Legnano

Nel 1921 a San Giorgio su Legnano progettò la sua prima opera: il Monumento ai Caduti. Seguirono poi, sempre nel suo paese natale, il cimitero comunale (1928) e l'attuale municipio (1929, originariamente destinato a scuole elementari). 
Già all'inizio degli anni venti del XX secolo Gino Maggioni iniziò a fare esperienza nel settore della grafica. Realizzò alcune xilografie che ebbero successo per la tecnica di esecuzione utilizzata che per il loro contenuti. 
Nel 1923 riuscì ad allestire un padiglione alla Prima Mostra Internazionale delle Arti Decorative presso l'Istituto superiore per le industrie artistiche di Monza. Nel 1928 prese parte, su invito, al primo Congresso Internazionale di Architettura Moderna.

### L'architettura degli interni
Nel 1937 chiese al Ministero delle corporazioni la concessione di un brevetto industriale per un "Sistema e relativo dispositivo per curvare a freddo legno compensato", brevetto che ottenne tre mesi dopo. 
Nel periodo compreso dal 1939 al 1941 Gino Maggioni impresse una svolta decisiva alla sua carriera di architetto. Dalla sua fabbrica "Curvati brevetti Maggioni" uscirono importanti pezzi di mobilio che servirono ad arredare, ad esempio, il Nuovo Ospedale Maggiore di Milano, l'Aula Magna e diverse altre sale dell'Università commerciale Luigi Bocconi di Milano. Per quanto riguarda la fornitura all'Università Bocconi, fu fondamentale l'interessamento di Giuseppe Pagano. 
Gino Maggioni, con i suoi manufatti, ha contribuito in modo determinante allo sviluppo del settore dell'architettura degli interni e dell'arredamento.